# Landhaus Wasastraße 64 (Radebeul)
Das Landhaus Wasastraße 64 liegt im Stadtteil Serkowitz der sächsischen Stadt Radebeul. Es wurde 1903/1904 durch die Baufirma „Gebrüder Ziller“ errichtet, entworfen von deren Architekten Max Steinmetz.

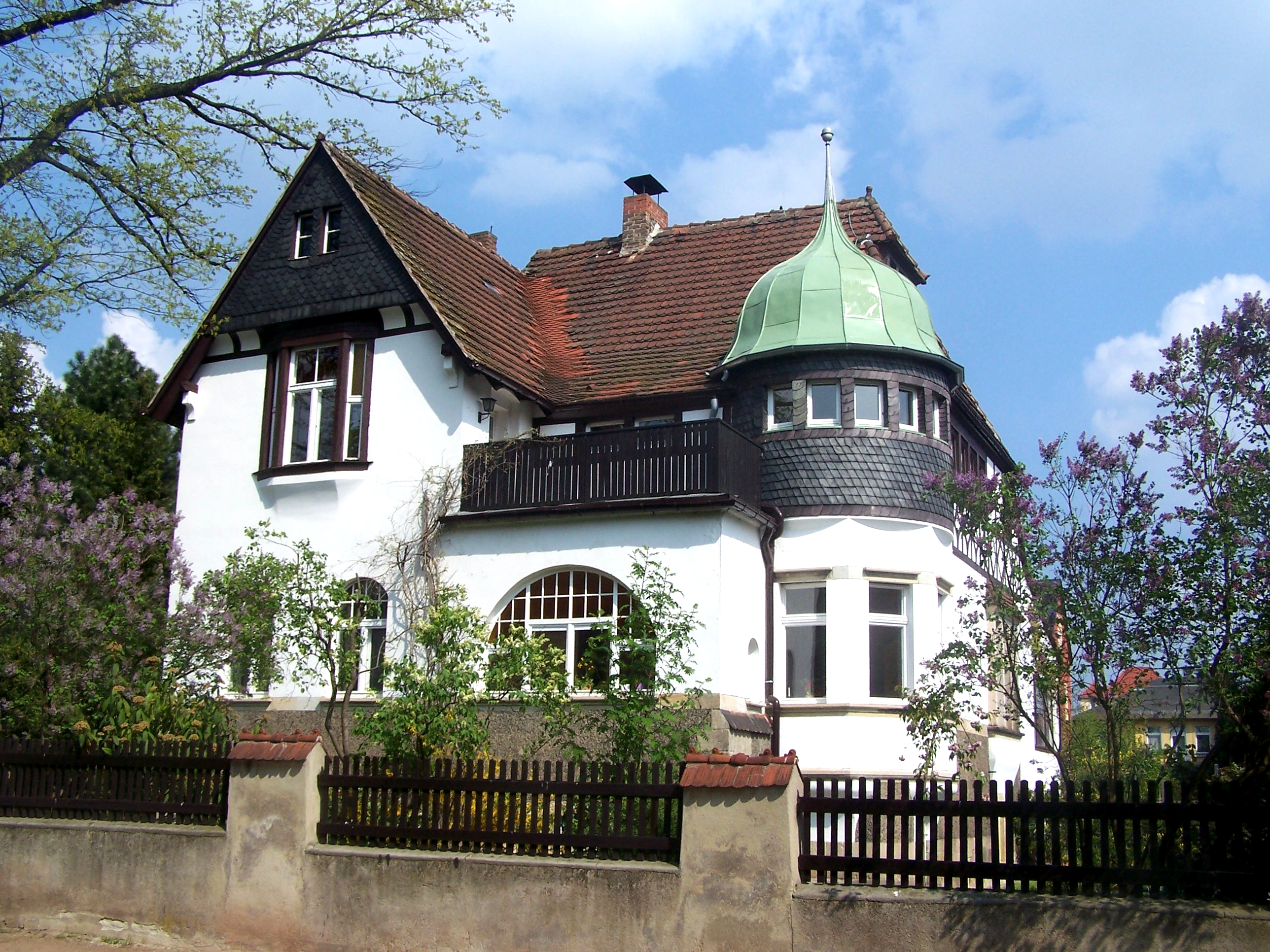
Landhaus Wasastraße 64

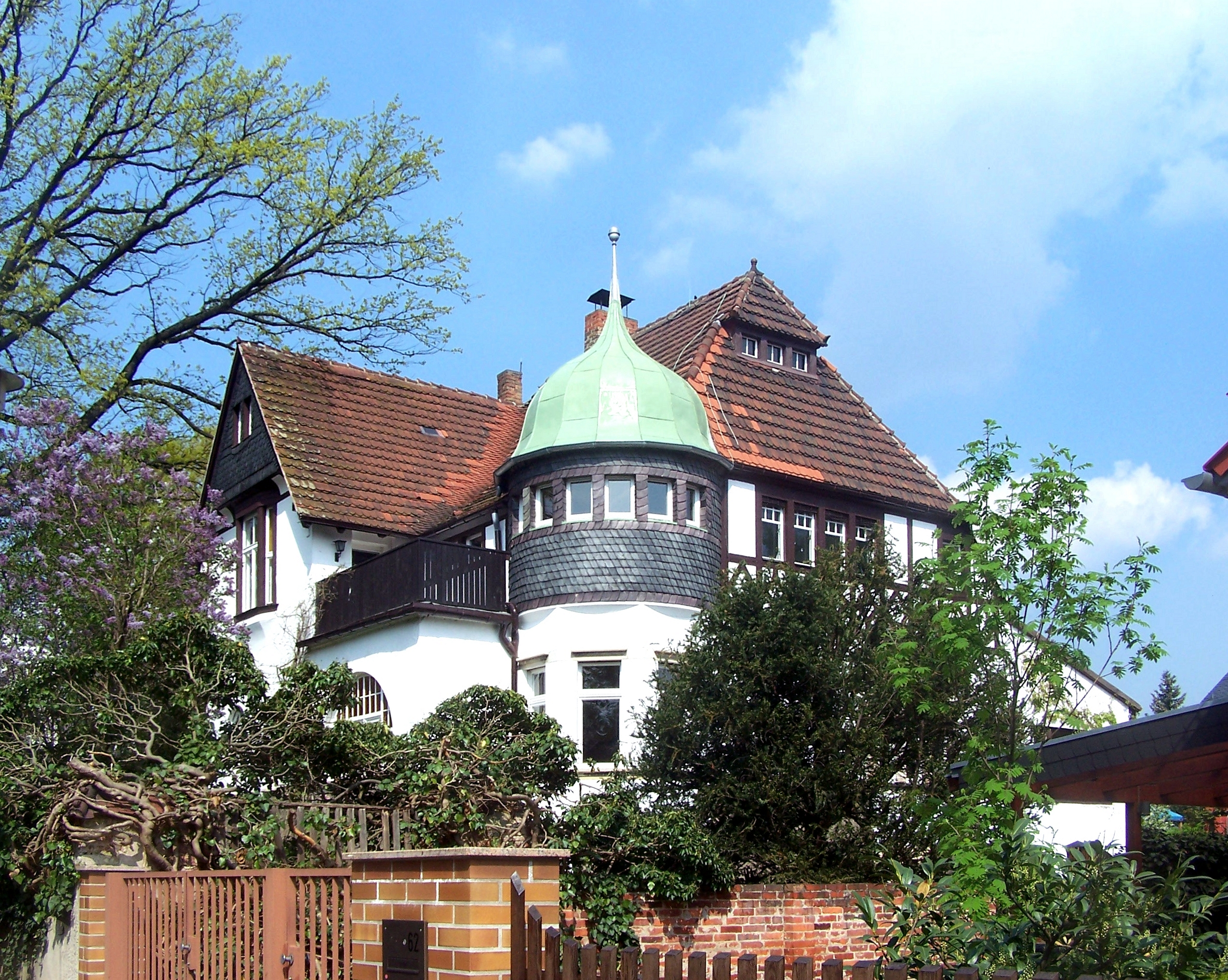
Landhaus Wasastraße 64

## Beschreibung

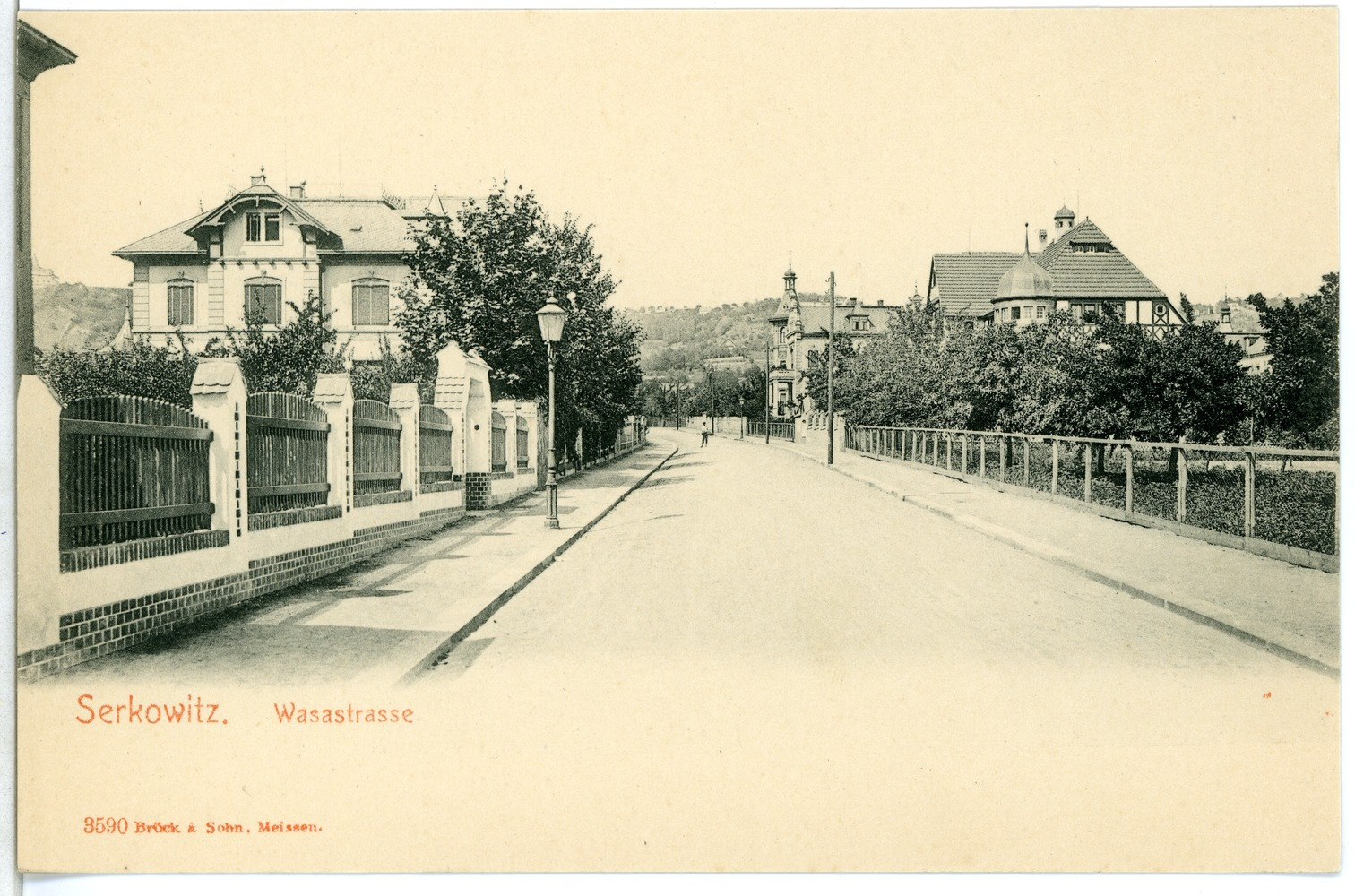
Das Landhaus (rechts), 1903

Das „[ä]ußerst malerische[ und ]bewegte[…]“, villenartige Landhaus ist ein eingeschossiges Wohnhaus auf einem hohen Souterraingeschoss und mit einem ausgebauten, unregelmäßigen Ziegeldach.
In der Straßenansicht des mitsamt Einfriedung denkmalgeschützten Gebäudes steht auf der linken Seite ein Seitenrisalit mit einem hohen Dreiecksgiebel mit Schieferbehang, darunter ein polygonaler Fenstererker. Vor der rechten Gebäudekante steht ein zweigeschossiger, turmartiger Eckerker, der im Erdgeschoss polygonal und im Obergeschoss dreiviertelrund und mit Schieferbehang ausgebildet ist. Obenauf sitzt eine kupfergedeckte Haube mit einer Spitze. Vor der mittigen Rücklage steht eine massive Veranda mit einem Austritt obenauf.
In der linken Seitenansicht steht ein Treppenhausrisalit, darin der Eingang mit einem Vordach, errichtet im Jahr 1911. In der rechten Seitenansicht steht ein Fachwerkgiebel unter einem Krüppelwalm.
Durch die Verwendung unterschiedlicher Fensterformen und unterschiedlicher Materialien wie Sandstein, Rauputz, Zierfachwerk und Schieferbehang wirkt das Gebäude stark bewegt.
Die Einfriedung ist ein Holzzaun zwischen Pfeilern mit Verdachungen.
Das Landhaus im Reformstil ist eine starke Variation des zeitgleich entstandenen, nahebei gelegenen Landhauses Paul Michael.